# 詹姆斯·普利斯
詹姆斯·普利斯是一位美国发育生物学家，福瑞德哈金森肿瘤研究中心研究员，2022年与露丝·莱曼、杰拉尔丁·赛杜共同获得了格鲁伯遗传学奖。